# Aeroportul Lae Nadzab
Aeroportul Lae Nadzab (IATA: LAE, ICAO: AYNZ) este un aeroport din Morobe Province⁠(d), Papua Noua Guinee.
Situat la o altitudine de 73 m, aeroportul dispune de 1 pistă.

## Infrastructură

### Piste
Aeroportul dispune de o singură pistă. Pista 09/27 are suprafața de asfalt și dimensiunile 7.999 picioare × 98 picioare. 